# Ada Rogovtseva
Ada Mikolajivna Rogovtseva (Oekraïens: Ада Миколаївна Роговцева) (Hloechiv, 16 juli 1937) is een Oekraïens toneel- en filmactrice. Zij volgde van 1954 tot 1959 haar opleiding aan de National University of Theatre voor film en tv in Kiev, en werkte van 1959 tot 1994 voor het Lesya Ukrainka National Academic Theater of Russian Drama. Naast toneel speelde Rogovtseva in meer dan 30 (Sovjet)-Russische films. Rogovtseva was getrouwd met toneelspeler Kostjantin Stepankov en heeft twee kinderen.

## Prijzen
- Moskou Filmfestival, 1971[3]
- Sjevtsjenko-prijs, 1981
- Oleksandr Dovzjenko-prijs, 2017[4]
- Volksartiest van de Sovjet-Unie, 1967, 1978
- Held van Oekraïne, 2007[5]

- Gemeinsame Normdatei: 132361493
- International Standard Name Identifier: 0000 0000 4193 8928
- Library of Congress Control Number: no2001040042
- Nationale Bibliotheek van Tsjechië: js2017975121
- Virtual International Authority File: 66121042
- WorldCat: E39PBJpDWCP4twJcQpHhvg3CwC